# 蓋斯利巴赫河
47°41′25″N 8°44′49″E / 47.69033°N 8.74692°E

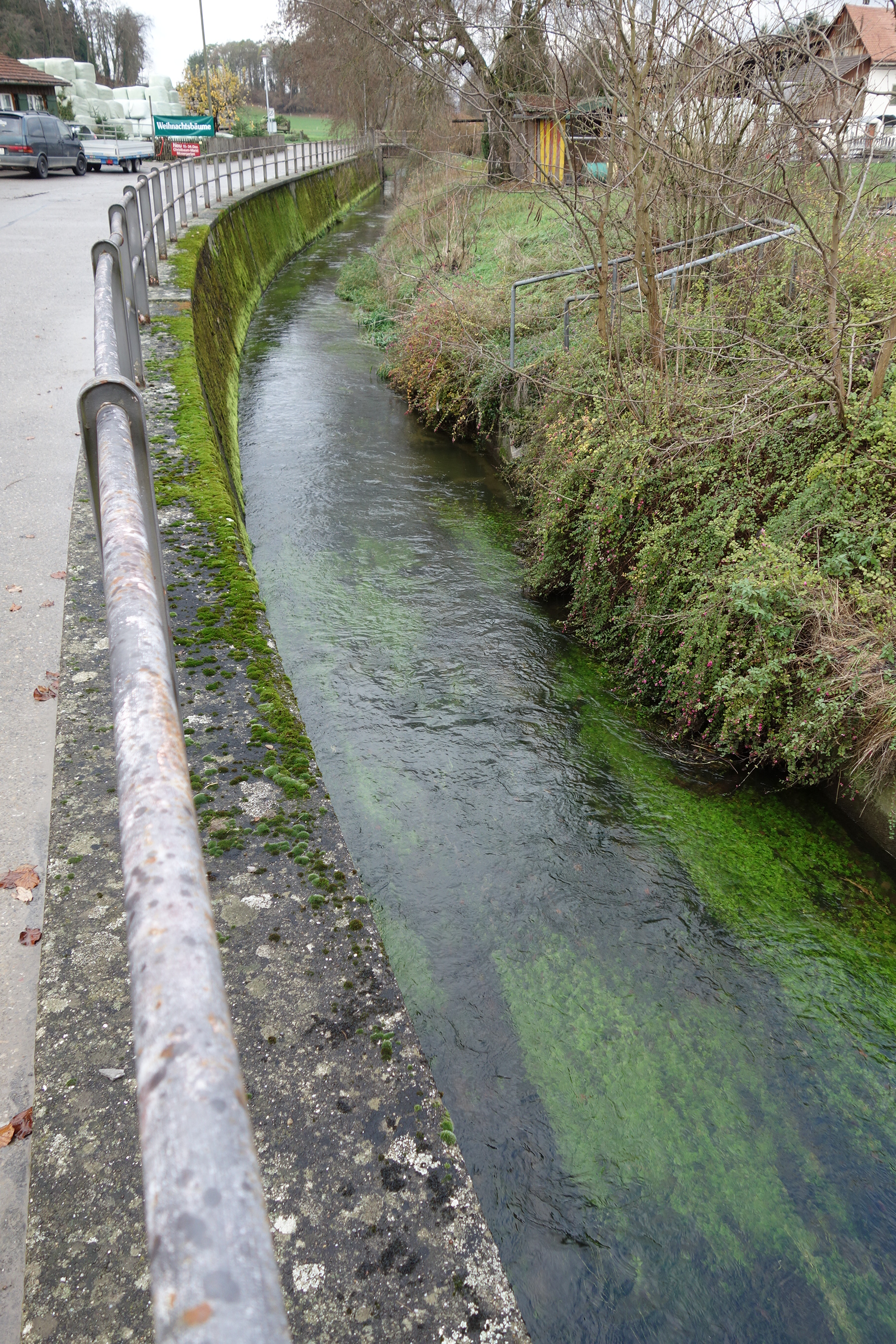

蓋斯利巴赫河是瑞士的河流，位於該國東北部，流經圖爾高州和蘇黎世州，屬於萊茵河的支流，河道全長12.4公里，流域面積47.7平方公里，河口處在迪森霍芬。